# سناخریب
سِناخِریب یا سنخریب (Sennacherib) (به اکدی: Sîn-ahhī-erība) (سین-آهه-اریبا) معنای نامش یعنی: "سین [ایزد ماه]، جانشین برادران شد". امپراتور آشور (۷۰۵–۶۸۱ پ. م) و پسر و جانشین سارگون دوم بوده‌است.

## پادشاه جدید

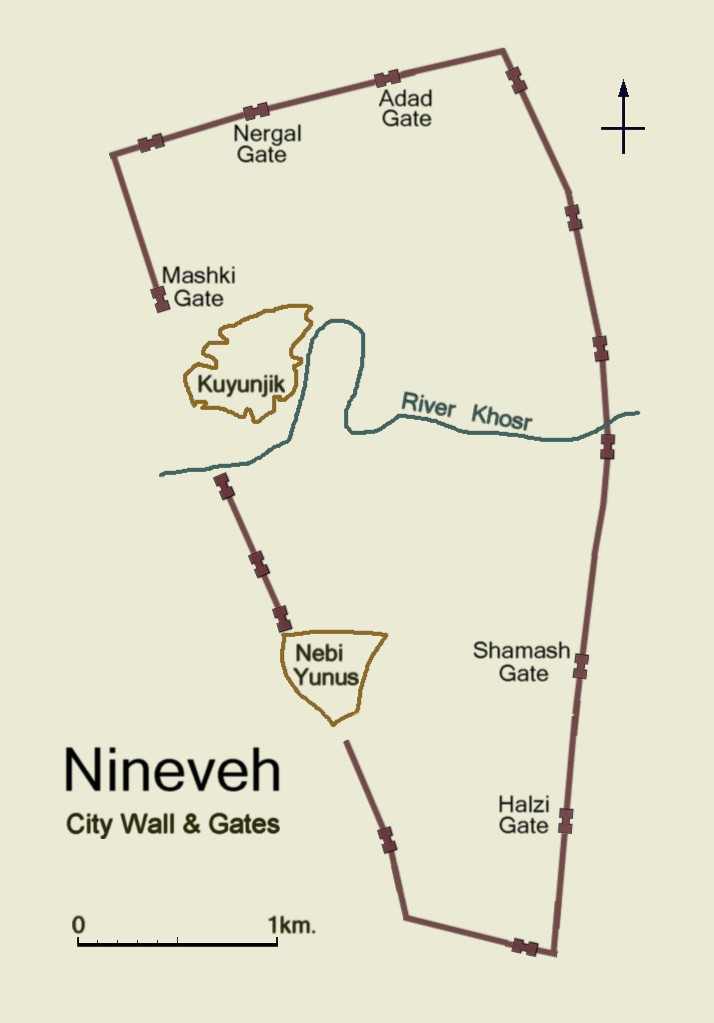
نقشهٔ ساده شده‌ای از شهر نینوای باستانی که دیوار و دروازه‌های شهر را نشان می‌دهد.

سناخریب به عنوان ولیعهد پادشاه، هنگامی که سارگون دوم به جنگ می‌رفت، در منصب نایب السلطنه ایفای نقش می‌کرد. برخلاف پدرش که بسیار به جنگ و پیکار می‌پرداخت، سناخریب بیشتر به خاطر مرمت‌ها، ساختمان سازی‌ها و بسط و توسعه دادن آن پروژه‌ها شناخته می‌شود. پس از مرگ دلخراش پدرش، سناخریب با مسائل و مشکلات متعددی در برقراری قدرت و سلطنتش روبرو شد، علاوه بر آن، قلمرو حکومتی اش هم در معرض خطر قرار گرفته بود. با این وجود، وی موفق شد که این مسائل و مشکلات را حل و برطرف نماید. او پایتخت را از شهر جدیدالتاسیس پدرش دور شاروکین به شهر قدیمی و پایتخت قبلی آشور، نینوا انتقال داد. لازم است ذکر شود که این پادشاه آشور، نه تنها شهر پایتخت پدرش را ترک کرد، بلکه نام وی را هم در هیچ کتیبه و متن و نوشته‌ای رسمی در دورهٔ سلطنتش نیاورد.

## جنگ بابابل

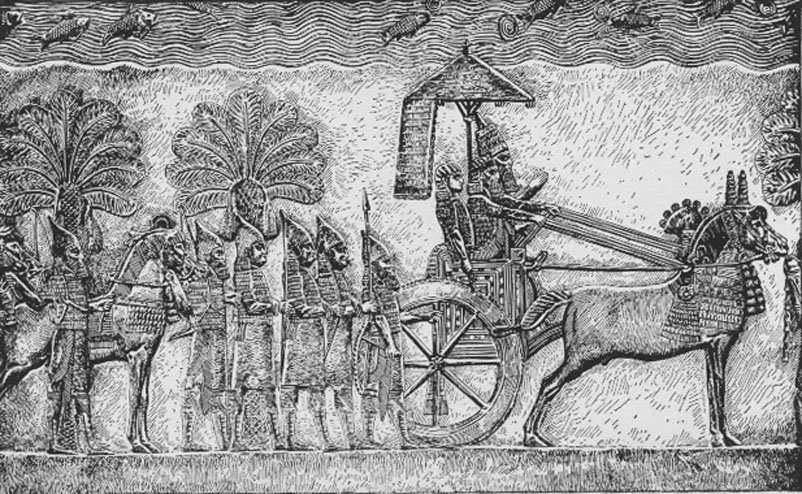
سناخریب در جنگ بابل را تاراج کرد، ۶۸۹ پ. م نقش برجسته‌ای از کاخ وی در نینوا.

نخستین جنگ سناخریب در ۷۰۳ ق.م. با مردوک-اپل-ایدین دوم پادشاه بابل به وقوع پیوست. در این هنگام، مردوک-اپل-ایدین تخت سلطنت بابل را قبضه کرده و اتحادی از کلدی‌ها، آرامی‌ها و ایلامی‌ها تشکیل داده بود. می‌توانیم دیدار سفرای بابلی با حزقیا، فرمانروای یهودیه را به این زمان منسوب کنیم.
متحدان می‌خواستند از ناآرامی ای که به هنگام انتقال سلطنت آشور به سناخریب به وجود آمده بود، در جهت منافع خود استفاده نمایند. سناخریب قشونش را به دو قسمت تقسیم کرد، یک دسته از آن به دشمنان مستقر در کیش حمله کرد و دستهٔ دوم که سناخریب رهبری و فرماندهی آن را به عهده داشت، به قصد تصرف کوتها به راه افتاد. پس از این که کوتها تسخیر شد، سناخریب به سرعت برگشت تا به دستهٔ اول سپاهش در مأموریتشان کمک رساند. شورش خوابانده و سرکوب شد و مردوک اپل آیدین فرار کرد، شهر بابل تصرف شد و کاخ پادشاه بابل مورد نهب و غارت قرار گرفت، اما آشوریان آسیبی به ساکنان شهر وارد نکردند. آشوری‌ها به جستجوی مردوک-اپل-ایدین دوم روی آوردند، به خصوص در باتلاق‌ها و مرداب‌های جنوب بابل، ولی نتوانستند او را پیدا کنند. نیروهای شورشی از شهرهای بابل بیرون رانده و جارو شدند و سناخریب چون می‌دانست که حکومت مستقیم آشور بر بابل پرهزینه است، یک اشراف‌زاده و نجیب زادهٔ بابلی به نام بل-ایبنی را که در دربار آشور بزرگ شده بود، به حکومت بابل نشاند (سال ۷۰۳ ق. م) هنگامی که آشوریان به سرزمین خود بازگشتند، مردوک اپل آیدین دوم در تهیهٔ شورشی دیگر شد.
در ۷۰۰ ق.م. آشوریان بازگشتند و در مرداب‌ها و باتلاق‌های بابل مشغول پیکار با سپاهیان شورشی شدند. بار دیگر شاه بابل فرار کرد - که البته جای تعجب هم نداشت - قصد وی این بار ایلام بود و وی در همان‌جا هم درگذشت.
دانسته شد که بل-ایبنی نسبت به آشوری‌ها بی وفا است و او را به عنوان یک اسیر گرفتند. سناخریب که تلاش می‌کرد مسئلهٔ شورش و تمرد بابل را به گونه‌ای حل کند، این بار تصمیم گرفت که شخصی وفادار نسبت به خود را به تخت سلطنت این کشور بنشاند و پسرش آشور-ندین-شومی را به این مقام منصوب کرد. این کار هم کمکی به حل مسئله نکرد، شش سال بعد در سال ۶۹۴ ق.م. لشکرکشی دیگری برای نابودی یک پایگاه ایلامی در سواحل خلیج پارس صورت گرفت. برای اجرا کردن و پیش بردن این مأموریت، سناخریب، قایق‌های فینیقی و سوری را به خدمت گرفت و این قایق‌ها همراه با سپاه و ادوات جنگ پادشاه از طزیق دجله به سوی دریا روانه شدند. به دلیل امواج و جزر و مد خلیج پارس، نیروهای فینیقی مورد استفاده قرار نگرفتند، چرا که امواج دریا در امر جنگ باعث تأخیر و معطلی می‌شد. آشوری‌ها با کلدی‌ها در رود اولایا جنگیدند و پیروز شدند. هنگامی که آشوری‌ها در خلیج فارس مشغول جنگ بودند، ایلامی‌ها در یک حرکت غیرمنتظره و کاملاً تعجب‌آور به شمال بابل یورش بردند، آن‌ها پسر سناخریب را دستگیر کردند و به ایلام بردند. به جای او، نرگال-اوشزیب به تخت پادشاهی بابل نشست. آشوری‌ها با جنگیدن راه خود را به سوی شمال باز کردند و شهرهای متعددی را تسخیر نمودند. در این هنگام یک سال گذشته بود و سال ۶۹۳ ق.م. بود. جنگ بزرگی علیه شورشیان بابلی در شهر نیپور رخ داد، پادشاه بابلی‌ها دستگیر شد و به نشانهٔ انتقام به نینوا برده شد.
سناخریب برای گرفتن انتقام پسرش یک بار دیگر به ایلام لشکرکشی کرد و قشون آشور در آنجا شروع به نهب و غارت کردند. پادشاه ایلام به کوه‌ها گریخت و سناخریب به دلیل نزدیک شدن زمستان مجبور به بازگشت به آشور شد. یک رهبر شورشی دیگر به اسم موشزیب-مردوک ادعای تخت سلطنت بابل را کرد و از حمایت ایلامی‌ها برخوردار شد. آخرین نبرد بزرگ در سال ۶۹۱ ق.م. اتفاق افتاد که نتیجهٔ مشخص و قطعی ای نداشت و در هر حال موشزیب-مردوک قادر شد که دو سال دیگر هم در سلطنت بابل باقی بماند. البته این، تنها تأخیری موقتی و زودگذر در کار پادشاهی بابل بود، چون که اندکی پس از آن بابل محاصره شد و در سال ۶۸۹ ق.م. سقوط کرد. سناخریب ادعا می‌کند که شهر را نابود و ویران نموده‌است و در حقیقت هم شهر مزبور به مدت چند سال خالی از سکنه بوده‌است.

## نبرد یهودیه و محاصرهٔ اورشلیم

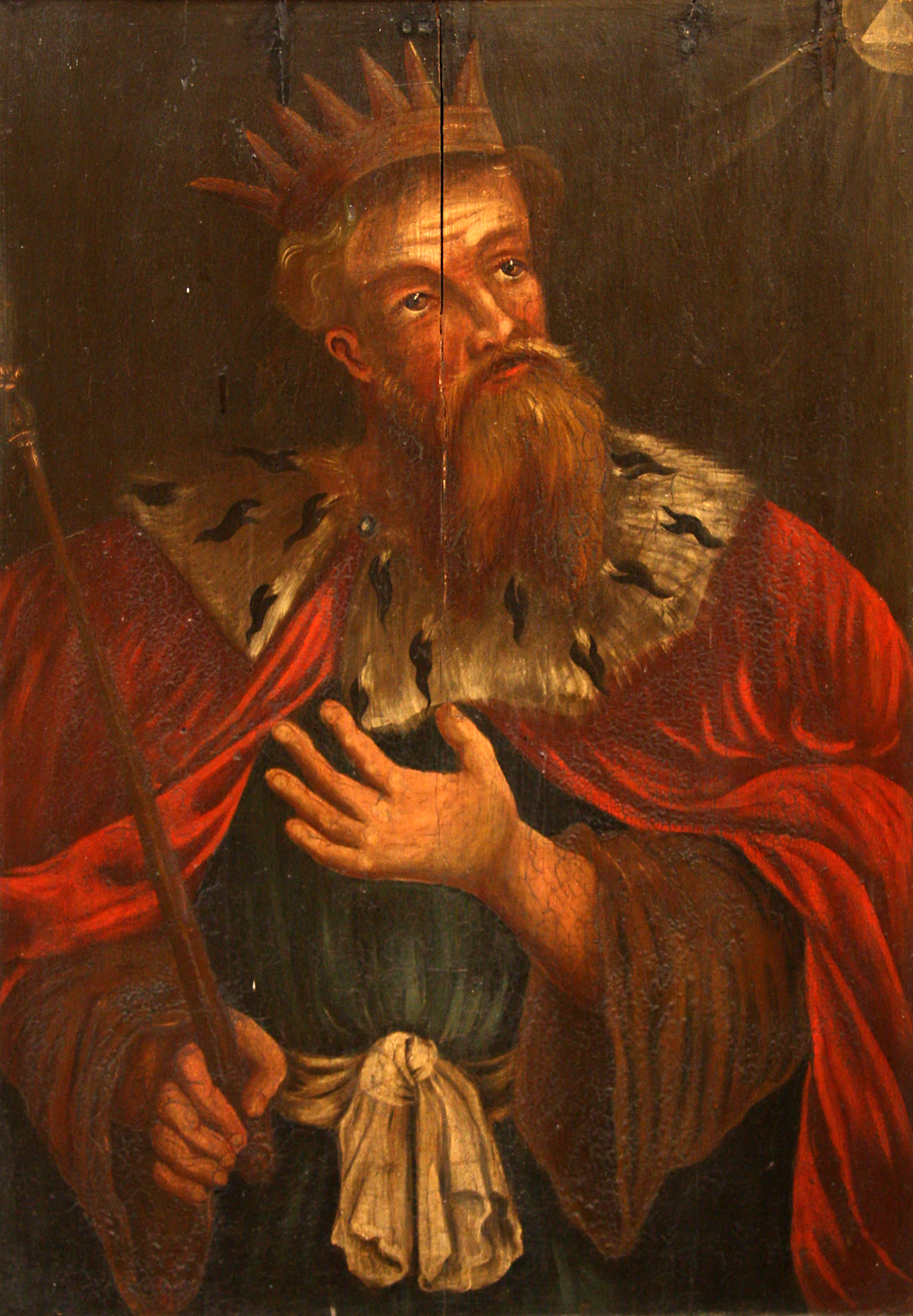
پادشاه حزقیا در یک نقاشی قرن هفدهمی از یک هنرمند ناشناس

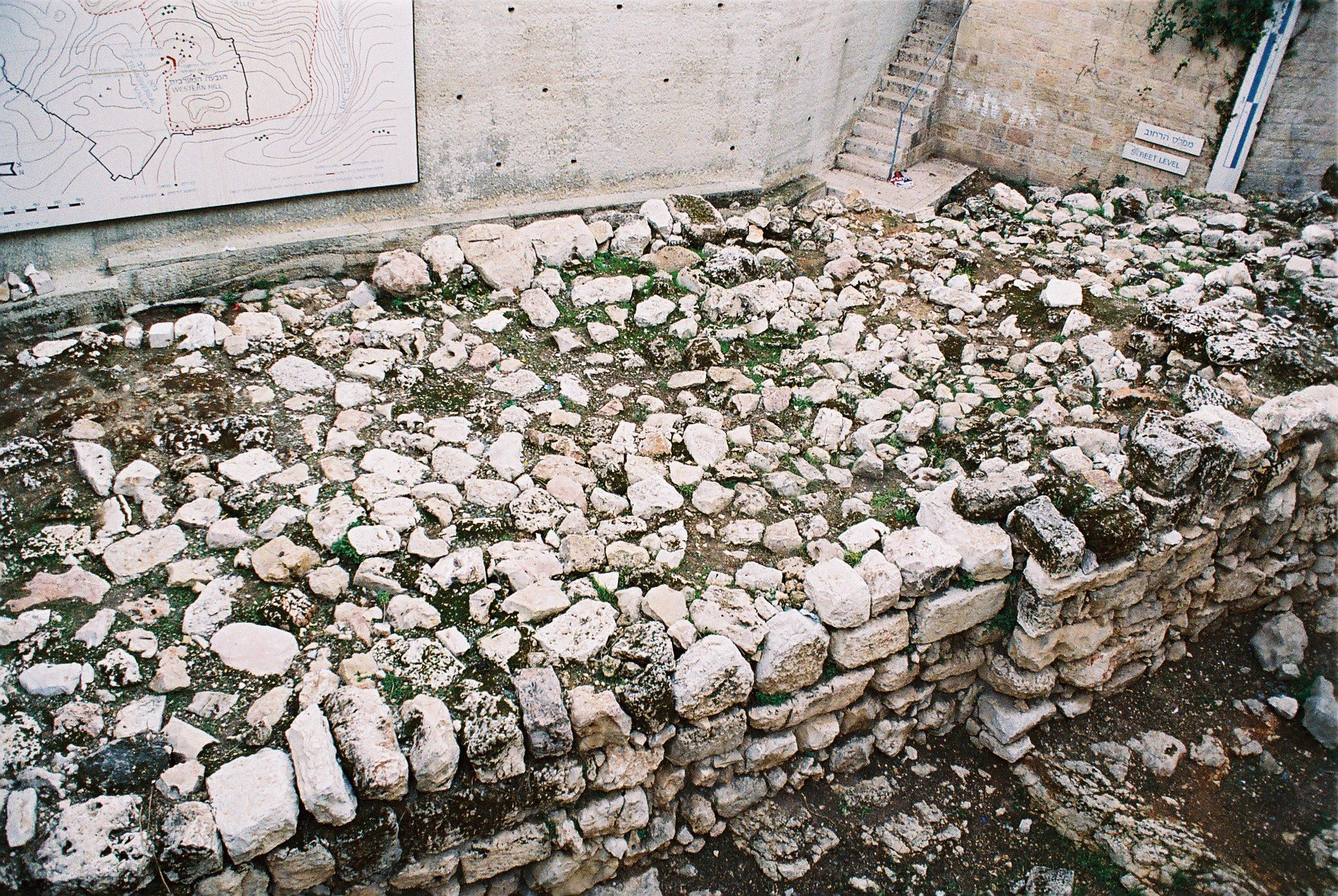
بازمانده‌های دیوار اورشلیم که در تورات از آن یاد شده‌است. این دیوار در زمان پادشاهی حزقیا و محاصرهٔ این شهر توسط سناخریب ساخته شده‌است.

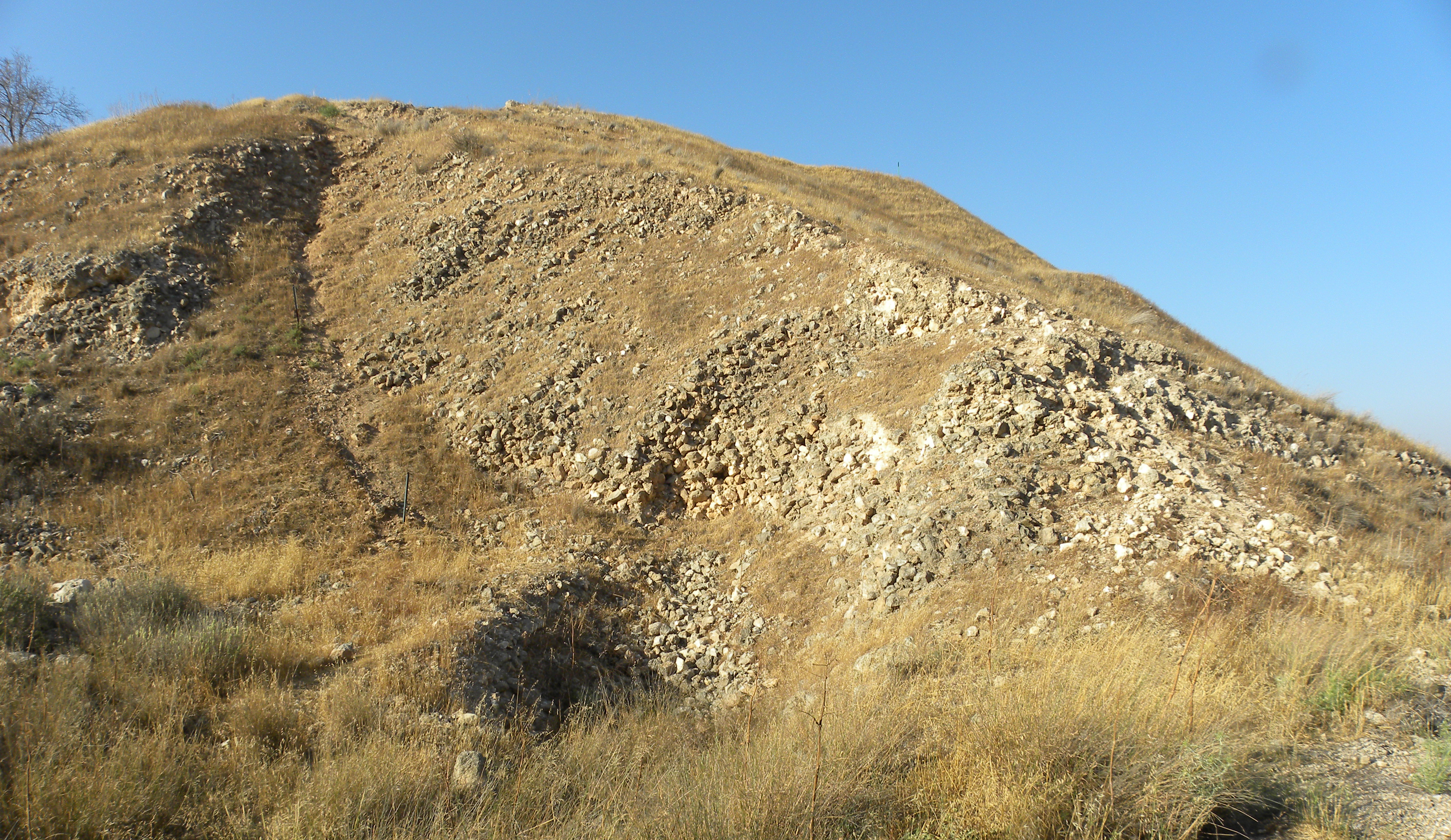
شیب‌راههٔ (سکو) محاصرهٔ آشوری در تل لاچیش، در ۴۳ کیلومتری جنوب غرب اورشلیم

در ۷۰۱ پ.م. شورشی در کشور یهودیه توسط پادشاه آنجا حزقیا درگرفت، مصری‌ها و بابلی‌ها هم از این شورش حمایت کردند. در پاسخ به آن، سناخریب تعدادی از شهرهای یهودیه را چپاول و غارت کرد. وی اورشلیم را به محاصره درآورد، اما چون در آشور تلاش‌هایی در جهت انجام یک کودتا صورت گرفت، پادشاه به زودی برای فرونشاندن آن، اورشلیم را بدون این که تصرف و غارت کرده باشد، وانهاد و به نینوا بازگشت. این حادثه توسط خود سناخریب، هرودوت، یوسف فلاوی و برخی از نویسندگان کتاب‌های تورات نوشته شده و تا زمان ما محفوظ مانده‌است.
به گفتهٔ تورات، یک دلیل دیگر بازگشت سناخریب از محاصرهٔ اورشلیم، این بود که "فرشته یهوه بیرون رفت و ۱۸۵۰۰۰ نفر را در اردوگاه آشوری‌ها دچار مرگ کرد." (کتاب دوم پادشاهان) یکی از منابع آشوری سال وقوع این حادثه را ۶۸۹ پ.م. می‌داند. روایت‌های آشوری با ماجرا به مانند یک فاجعه برخورد نمی‌کنند، بلکه قائل به این هستند که آشوریان فتح نمایانی نموده‌اند. این منابع آشوری عقیده دارند که محاصرهٔ اورشلیم به اندازه‌ای موفقیت‌آمیز بود که حزقیا مجبور شد خراج پولی به سناخریب بپردازد و آشوری‌ها پیروزمندانه، بدون از دست دادن هزاران مرد جنگی و بدون غارت اورشلیم بازگشتند. قسمتی از این روایت در کتب تورات وجود دارد، ولی این موضوع هنوز هم توسط تاریخ‌شناسان و تاریخدانان با اشتیاق و شور و حرارت مورد مجادله و مناقشه قرار می‌گیرد. در یکی از روایت‌های آشوری، سناخریب اعلام می‌کند که "حزقیای یهودیه‌ای" را "مانند پرنده‌ای در قفس انداخته شده" در داخل اورشلیم، شهر سلطنتی خودش محبوس کرده‌است. در ابتدا سناخریب، برخی از پیروزی‌های پیشین خود را برمی‌شمارد و می‌گوید که چگونه دشمنانش از حضور او، سراسیمه و گیج و مستاصل می‌شدند، او قادر بود که این کار را در صیدون بزرگ، صیدون کوچک، Bit-Zitti, Zaribtu, Mahalliba, Ushu, Akzib، و Akko انجام دهد.
پس از گرفتن این شهرها، سناخریب یک فرمانروای دست نشانده و آلت دست به نام ایتوبعل (Ithobaal, Ethbaal) را برای حکومت بر کل منطقه منصوب کرد. سناخریب، سپس توجه خود را به سوی Beth-Dagon, Joppa, Banai-Barqa و Azjuru معطوف کرد، شهرهایی که صدقیا، پادشاه اشکلون بر آن‌ها فرمان می‌راند و این شهرها هم به تصرف پادشاه آشور درآمد. سپس مصر و نوبیا به کمک شهرهای تسخیر شده شتافتند. سناخریب مصریان را شکست داد و آنگونه که خود روایت می‌کند، ارابه‌رانان مصری و نوبیایی را یک تنه تسخیر و تصاحب کرد. پادشاه آشور چند شهر دیگر را هم تسخیر و چپاول کرد، یکی از این شهرها، تل لاچیش بود، یعنی دومین شهر نیرومند و مستحکم و خوب سنگربندی شده و به نیکی تجهیز شده در پادشاهی یهودیه. او شهروندان «مجرم» شهرها را تنبیه کرد و Padi حاکم و رهبر آنان را که مانند گروگانی در اورشلیم نگه داشته می‌شد، دوباره به حکمرانی منصوب کرد. پس از آن، سناخریب به سوی حزقیا پادشاه یهودیه، که از اطاعت و انقیاد وی سرپیچی کرده بود، روی آورد. ۴۶ شهر پادشاهی حزقیا (منظور از شهر در اینجا طیف گسترده‌ای از روستاها گرفته تا شهرهای بزرگ و پرجمعیت زمان ما را در بر می‌گیرد) به دست سناخریب تصرف شد، ولی اورشلیم سقوط نکرد، خود سناخریب، وقایع مزبور را این گونه توصیف می‌کند: «چون حزقیا پادشاه یهودیه به اطاعت و فرمانبرداری من تسلیم و منقاد نمی‌شد، به قصد او یورش بردم، و با نیروی نظامی و با قدرت سلطه و اقتدارم، من ۴۶ تا از شهرهای به نیکی محصور و محافظت شدهٔ وی را تسخیر کردم و از شهرهای کوچکتر که پخش و پراکنده بودند، من عده‌ای بی‌شمار را تسخیر و غارت نمودم، از این محل‌ها، من گرفتم و انتقال دادم ۲۰۰۱۵۶ نفر، سالخورده و جوان، مذکر و مؤنث، همراه با اسبان و قاطران، خران و شتران، گاوهای نر و گوسفندان، شمار و حسابی بی‌شمار را، و حزقیا خودش، وی را در اورشلیم محبوس ساختم، شهر تختگاه وی، مانند پرنده‌ای در قفس، در حالی که برج‌هایی به دور شهر می‌ساختم برای محاصره و محبوس ساختنش و در حالی که توده‌های زمین را بر می‌انباشتم و علیه دروازه‌های شهر تلنبار می‌کردم تا راه فرار بر وی بربندم،... پس آنگاه ترس از قدرت بازوی من بر حزقیا مستولی شد و او سران و بزرگان اورشلیم را به سوی من روانه داشت با سی تالنت (قنطار) طلا و ۸۰۰ تالنت نقره و گنج‌هایی متعدد و فراوان، غنیمتی پربار و عظیم و سترگ،... همهٔ این چیزها در نینوا به حضورم آورده شد، شهر تختگاه حکومت من.»
روایت توراتی (یا انجیلی و در هر صورت کتاب مقدس) محاصرهٔ اورشلیم توسط سناخریب با ویران‌سازی پادشاهی شمالی اسرائیل و پایتخت آن سامریه آغاز می‌شود. طبق یکی از تفاسیر کتاب مقدس، ده قبیلهٔ شمالی به "ده قبیلهٔ گمشده" موسوم و معروف گشتند (هر چند که در خود کتاب مقدس اشاره‌ای به چنین مردمانی با عنوان "قبایل گم گشته" وجود ندارد و متون پساتبعیدی، یعنی متونی که پس از تبعید و اسارت در بابل نوشته شده‌اند، مانند Haggai, Zechariah, Malachi, Ezra, Nehemiah و همچنین متون انجیلی لوقا و کتاب اعمال از نظریهٔ قبایل گمشده پشتیبانی نمی‌کنند). به گونه‌ای که در کتاب دوم پادشاهان آمده، ساکنان پادشاهی شمالی اسرائیل برخی کشته و برخی تبعید و اسیر شدند و مردمان دیگری به جای آنان آورده و نشانده شدند، آنگونه که سیاست آشوری‌ها بود. کتاب دوم پادشاهان (و نوشتهٔ موازی و نظیر و شبیه به آن در کتاب تواریخ ایام ۲) جزئیات حملهٔ سناخریب به یهودیه و محاصرهٔ پایتخت آن، اورشلیم را بیان می‌کند. حزقیا علیه آشوری‌ها شوریده بود و آشوریها به همین دلیل همهٔ شهرها و مناطق یهودیه را تصرف کردند. حزقیا متوجه اشتباه خود شد و خراجی هنگفت برای پادشاه آشور فرستاد، اما با این وجود، آشوری‌ها به سوی اورشلیم پیشروی کردند. سناخریب فرمانده ارشد قشونش را با سپاهی برای محاصرهٔ اورشلیم فرستاد و خود عازم جنگ با مصری‌ها شد. فرمانده ارشد آشوری، با مقامات و مسئولان حزقیا ملاقات و آن‌ها را تهدید به تسلیم شدن کرد و با صدایی که مردم شهر بتوانند بشنوند، شروع به توهین و اهانت و فحاشی و کفرگویی به یهودیه و مخصوصاً یهوه شد. هنگامی که پادشاه حزقیا از این ماجرا آگاه شد، جامه‌اش را درید (به گونه‌ای که سنت متداول آن روزگار برای نشان دادن غم و اندوه شدید و عمیق بود) و در معبد با یهوه راز و نیاز کرد. اشعیای پیامبر به پادشاه گفت که یهوه خود به این ماجرا رسیدگی خواهد کرد و این که او به سرزمین خود باز خواهد گشت. در آن شب، فرشتهٔ یهوه ۱۸۵۰۰۰ از سربازان اردوی آشوری را کشت. روایت یهودی این گونه می‌گوید که فرشته‌ای که برای کشتن سربازان آشوری اقدام کرد، جبرئیل (Gabriel) بود (همراه با میکائیل در نسخهٔ ترگم) و این که اتفاق مزبور در شب عید فصح (از اعیاد مذهب یهود) رخ داد. به زودی سناخریب با رسوایی و ننگ و شرمساری به نینوا بازگشت. چند سال بعد، سناخریب هنگامی که در معبد خدای خود Nisorch مشغول عبادت بود، به دست دو تن از پسرانش به قتل رسید و این دو پسر پس از آن به ارمنستان (اورارتو) گریختند.
هرودوتوس نویسندهٔ تواریخ، از بلایی آسمانی و الهی که بخشی از قشون سناخریب را معدوم کرد، سخن به میان می‌آورد: "هنگامی که سناخریب، پادشاه اعراب و آسوری‌ها، سپاه فراوان خود را به سوی مصر هدایت کرد، جملهٔ جنگجویان و رزمندگان از این که به کشمکش بیایند، امتناع کردند (یعنی به کمک پادشاه مصر، Sethos)، به همین علت، فرمانروا (فرعون مصر، Sethos) در حالی که شدیداً اندوهگین و غمین بود، به معبد درونی وارد شد و در برابر تمثال خداوند، از سرنوشتی که قرار بود به زودی به سراغش بیاید، شکوه و شکایت کرد. وی در همان حال که می‌گریست، به خواب فرورفت و خواب دید که خدا آمد و در کنار وی قرار گرفت و به او دستور داد که روحیهٔ خود را حفظ کند و شاد باشد و بی‌باکانه به جلو رود و با سپاه اعراب روبرو شود، سپاهی که هیچ آسیبی به او نخواهد رساند و او خود آنانی را که باید به وی مدد نمایند، به کمک او خواهد فرستاد. Sethos سپس با تکیه و اعتماد به خواب، آن مصریانی را که تمایل به تبعیت و پیروی از وی داشتند، جمع کرد، هیچ یک از این افراد جنگی و جنگجو نبودند، بلکه تاجر، صنعتگر (استادکار، صنعتکار، پیشه ور) و مردمان کوچه و بازار بودند و با این افراد به پلوزیوم درآمد، آنجا که به داخلهٔ مصر هدایت می‌کند و در آنجا اردوگاه خود را برپا کرد. هنگامی که دو سپاه در این محل رودرروی هم قرار گرفتند، در اینجا به هنگام شب، تعداد فراوانی از موش‌های صحرایی پدیدار گشتند و همهٔ ترکش‌ها (تیردان‌ها) و زه‌های (چله ها) کمان‌های دشمن را خوردند و نابود کردند و تسمه‌هایی (زبانه‌ها، قیش‌ها) را که با آن‌ها سپرهایشان را می‌گرفتند، خوردند. صبح روز بعد، آنان جنگشان را شروع کردند و تعداد بسیاری به خاک افتادند (کشته شدند)، چرا که آنان سلاحی نداشتند که از خود دفاع کنند. در آنجا تا بدین روز در معبد وولکان (Vulcan) مجسمه‌ای سنگی از Sethos وجود دارد با موشی در دستش و سنگ نوشته‌ای بدین مضمون: مرا تماشا کنید و تقدیس کردن خدایان را بیاموزید. دانشمندان می‌گویند که ممکن است که سپاه آشوری که به قصد تصرف مصر و مبارزه با قشون مصری به پلوزیوم آمده بوده، دچار حادثه‌ای ناگهانی و اتفاقی غیرمنتظره شده و مجبور شده باشد که دیگر مسیر خود را ادامه ندهد. در اثر یوسف فلاویوس هم روایتی از بروس (Berossus) وجود دارد و بروس ادعا می‌کند که لشکری آشوری که رابشاکه (Rabshakeh) آن را رهبری می‌کرد، دچار بیماری شد و ۱۸۰۰۰۰ نفر در اثر آن کشته شدند، در قسمتی جلوتر (قبلی‌تر) از کتاب، روایت هرودوت هم آورده شده‌است.

## حمله سال ۷۰۲ پ.م. به خاک ماد
سناخریب فرزند سارگُن دوم اهداف پدرش را در سرزمین ماد دنبال نمود. احتمالاً قتل سارگن دوم در جنگ‌های طولانی با ماد در این امر بی‌تأثیر نبود. لشکرکشی سال ۷۰۲ پ.م. بخشی از مبارزهٔ طولانی ای بود که پادشاه آشور علیه ایلام به عمل آورد و در واقع جنبهٔ یک تظاهر جنگی را در جناح ایلام داشت و هدف دیگر آن جلوگیری از نفوذ عیلام در سرزمین ماد بود. هدف نخست این لشکرکشی قبایل کوهستانی کاسیان صحرانشین و یاسوبی گالایان در جنوب الیپی که با کاسیان قرابت داشتند بود. آشوریان در اینجا تعدادی اسب و خر و قاطر و دام‌های شاخ‌دار و عدّه‌ای اسیر گرفتند و تمام ناحیهٔ کوهستانی را که درنوردیده بودند، جزو ایالت آراپخا ساختند. در یکی از سه قلعهٔ اشغال شده اسیرانی را که از بابل آورده بودند، مسکن دادند و در دو دژ دیگر کاسیانی را که گویا به کوهستان گریخته بودند برگردانده، ساکن نمودند. سناخریب از آنجا با لشکر خویش به سوی الیپی سرازیر شد و قلعه‌های مرعوبیشتو و آکّودُوُ را اشغال کرد و اسیران فراوان و اسبان و قاطران و خران و شتران و دام‌های شاخ‌دار بسیار به غنیمت گرفت. ضمناً ایالت بیت باروآ تجزیه شد و اسیرانی را که از نقاط دیگر آورده بودند، در آنجا مسکن دادند و آن سرزمین را به ایالت آشوری خارخار ملحق نمودند. معلوم می‌شود بیت باروآ که تیگلات-پیلسر سوم آن را به پادشاهی آشور ملحق کرده بود، پس از آن از تحت فرمان آن دولت به در شده، به الیپی پیوسته‌است؛ و به احتمال قوی این امر در سال ۷۱۵ پ. م؛ که مردم چندین ناحیهٔ ماد غربی علیه آشور قیام کردند، وقوع یافت.

## ائتلاف الی‌پی، ایلام و بابل
الی‌پی پس از شکست سال ۷۰۲ پ. م مجدداً با آشور بر سر مخالفت شد و در سال ۶۸۹ پ.م. در ائتلاف بزرگی که خومپانی مّنا پادشاه ایلام و موشزیب-مردوک پادشاه بابل علیه آشور تشکیل داده بود، شرکت جست. قبایل مختلف آرامی و کلدانی نیز جزو این ائتلاف شدند و کشورهای پارسوآش و آنزان و پاشری نیز بدان پیوستند. لشکریان متحدان در خالوله بر رود دجله با آشوریان مصاف دادند. نتیجهٔ پیکار قطعی نبود، ولی متحدان ناچار از ادامهٔ جنگ سرباز زدند، زیرا که خومپانی مّنا ناگهان بیمار شد و بدین سبب در سرزمین ایلام جنگ قدرت درگرفت. آشوریان بابل را مسخّر و ویران ساختند و این بار هم مانند دفعات پیش کوششی که زاگرس‌نشینان برای نجات از زیر یوغ آشور به عمل آورده بودند، بی‌نتیجه ماند.

## پروژه‌های ساخت و ساز
در دوران سلطنت سناخریب، نینوا تبدیل به یک متروپولیس شد. او کاخی ساخته بود که آن را "کاخ بی رقیب" می‌نامید. علاوه بر باغ‌های بزرگی که در کاخ‌های وی وجود داشتند، تعدادی باغ کوچکتر هم برای مردم نینوا ساخته شد. وی همچنین نخستین کاریز (مجرای آب) شناخته شده را در سال ۶۹۰ ق.م. ساخته‌است. مانند دورهٔ هخامنشیان، کارگران کاخ‌ها و ابنیهٔ دوران سناخریب از شهرها و مناطق و سرزمین‌های مختلفی به نینوا آورده می‌شدند.

## به قتل رسیدن پادشاه
سناخریب در سال ۶۸۱ ق.م. توسط دو تن از پسرانش، هنگامی که در معبدی مشغول عبادت و راز و نیاز بود، کشته شد. منابع اطلاعاتی دینی آن دوران‌ها می‌گویند که این فرجام، به دلیل توهین و هتک حرمت وی به مقدسات بابلی بوده‌است. روایتی دیگر می‌گوید که یکی از پسران وی لاماسویی را به طرف پدر واژگون کرد و این کار باعث مرگ وی شد. این دو پسر، سپس به ناحیهٔ کوهستانی نیمه مستقل شوبری (Shubri) در جنوب غرب فلات ارمنستان فرار کردند، درآشور بر سر جانشینی پادشاه اختلاف و جنگ خانگی درگرفت. سناخریب کوچکترین پسرش به نام اسرحدون (Esarhaddon) را به ولیعهدی تعیین کرده بود، ولی پسران دیگرش سعی کردند اسرحدون را بی‌اعتبار کنند و گویا در اینباره موفق هم شدند و شاه فرزندش را به نقطه‌ای در جنوب شرق ترکیه ی امروزی تبعید کرد، ولی با این حال مقام ولیعهدی را از او نستاند. برخی عقیده دارند که شاید اسرحدون در ماجرای قتل پدرش نقشی داشته بوده باشد، ولی شاهدی برای این مدعا در دست نیست. اسرحدون پس از مرگ پدر به پایتخت بازگشت و در مدت شش هفته برادران و رقیبان خود را شکست داد و خود را پادشاه آشور اعلام کرد. برادرانش گریختند و متواری شدند و دوستان، بستگان و خانواده‌های آنان به قتل رسیدند.